# 飛鳥未来きぼう高等学校
飛鳥未来きぼう高等学校（あすかみらいきぼうこうとうがっこう）は、茨城県水戸市に本校を構える学校法人三幸学園が運営する私立の通信制高校である。姉妹校に飛鳥未来高等学校、飛鳥未来きずな高等学校がある。

## 沿革
2024年4月 - 飛鳥未来きぼう高等学校開校。

## 学習スタイル
自分に合った通学スタイルで卒業を目指す。規定回数以上のスクーリング参加、規定枚数のレポート提出、単位認定試験で30点(試験日受けられなかった場合の再試験は38点、本試験で30点未満だった場合の追試験は40点)以上で単位認定となる。

### 通学スタイル
- ベーシックスタイル - 自分のペースで通学頻度を選んで卒業を目指すスタイル。月1回のホームルームは必須参加である。

- スタンダードスタイル - 自分のペースで通学頻度を選んで卒業を目指すスタイルなのはベーシックスタイルと同じだが、必須参加のホームルームが週に1回実施される。また文化祭・体育祭の参加が必須であるほか1年はハートグローバルの参加も必須である。後述の3dayスタイル・5dayスタイルがないキャンパスではこのスタイルが最も登校頻度が多い。

- ネットスタイル - オンライン上で授業を受けることができる。オンラインで授業を受講した場合はメディア減免報告書の記入が必要となる。スクーリングは最低限のみの参加で卒業が可能である。必須参加のホームルームは月1回オンライン(Google Meet)で実施される。

下記2スタイルは水戸本校のみ選択できる。
- 3dayスタイル - 月曜日・水曜日・金曜日に学校に登校しクラスのみんなと授業を受ける全日制高校に近いスタイルである。

- 5dayスタイル - 月曜日・水曜日・金曜日は3day同様スクーリングに参加し、火曜日・木曜日は下記の選択コースを受講するスタイルである。

### 選択コース
飛鳥未来きぼう高等学校には、希望制で選択コースを受講することが可能である。この選択コースは5dayスタイル以外の生徒も受講可能で各スタイルと併用となる。キャンパスによっては選択できないコースも存在するので注意する必要がある。
- 進学コース - 大学受験対策を行うコース。大学受験に向けて学習支援や進路指導を行う。

- 補習コース - 中学内容を復習し苦手分野を克服するコースである。また飛鳥未来きぼう高等学校のレポートを解き進めた際のわからないところもこのコースで相談することが可能である。

- メイクコース - メイクの資格取得をサポートしたり日常のメイクのことを詳しく学べるコースである。

- ネイルコース - ネイルの資格取得をサポートしたり実技作業では受講者の他の生徒相手にネイルを施すことができるコースである。

- クッキング・お菓子コース - 姉妹校の専門学校でクッキングをするコースである。

- 美容師免許取得コース - 高校の単位修得と並行して美容師免許取得を目指すコース。

- ダンスコース - 週に1回2時間ダンスを学ぶことができるコースである。

- オンライン個別学習指導コース - オンライン上で分からない勉強を個別で教えてもらうことができるコースである。そら塾が連携企業となっている。

- オンライン英会話コース - オンライン上で英会話を学ぶことができるコースである。RareJobが連携企業となっている。

- オンライン韓国語コース - オンライン上で韓国語を学ぶことができるコースである。ECC教育機関が連携企業となっている。

下記2つは2025年10月から新設される。
- オンラインイラストコース - オンライン上でイラストを学ぶことができる。

- オンラインキャリア探究コース - 飛鳥未来きぼう高校のキャリア探究の科目とは別にさらに深く仕事について深く学ぶことができるスタイルである。

## キャンパス
水戸本校を含めた全国15キャンパスの中から通いやすいキャンパスを選べる。
- 水戸本校 - 〒310-0801 茨城県水戸市桜川1丁目7-1

- 札幌駅前キャンパス - 〒060-0005 北海道札幌市中央区北5条西5-7 sapporo55 3階

- 両国キャンパス - 〒130-0026 東京都墨田区両国4丁目36-8 相生ビル

- 上野キャンパス - 〒110-0015 東京都台東区東上野4丁目24-12 上野学園校舎棟14階

- 横浜みなとみらいキャンパス - 〒231-0021 神奈川県横浜市中区日本大通7 合人社横浜日本大通7ビル 1階

- 川崎キャンパス - 〒212-0013 神奈川県川崎市幸区堀川町66-2 興和川崎西口ビル2階

- 川越キャンパス - 〒350-1123 埼玉県川越市脇田本町16-23 川越駅前ビル3階

- 名古屋キャンパス - 〒451-0051 愛知県名古屋市西区則武新町3丁目1-17 BIZrium 名古屋5階

- 名駅伏見キャンパス - 〒450-0002 愛知県名古屋市中村区名駅5丁目38-5 名駅D-1ビル 3階

- 大阪なんばキャンパス - 〒550-0015 大阪府大阪市西区南堀江1丁目20-1 Nx南堀江ビル 2階・3階

- 堺キャンパス - 〒590-0985 大阪府堺市堺区戎島町4丁目45-1 ホテルアゴーラリージェンシー大阪堺7階

- 神戸元町キャンパス - 〒650-0024 兵庫県神戸市中央区海岸通1丁目2-18

- 京都キャンパス - 〒600-8031 京都府京都市下京区寺町通四条下る貞安前之町589 TM四条寺町ビル5階

- 福岡博多キャンパス - 〒812-0013 福岡県福岡市博多区博多駅東1丁目16-22

- 小倉キャンパス - 〒802-0003 福岡県北九州市小倉北区米町2丁目1-2 小倉第一生命ビルディング1階・2階